# 95-я танковая бригада
95-я танковая Бобруйская ордена Ленина Краснознамённая ордена Суворова бригада (95-я тбр) — танковая бригада Вооружённых сил РККА, СССР. Во время Великой Отечественной войны соединение танковая бригада. После войны — 95-й танковый полк 9-й танковой дивизии (Цайтхайн) 1-й гвардейской танковой армии, затем — 576-й мотострелковый полк (Глаухау) 20-й гв. мсд ГСВГ; с  1993 года — 428-й отдельный танковый батальон 20-й гв. мсд (Волгоград) СКВО. С 2009 года обращён на формирование 20-й гв. омсбр

## История бригады
Бригада сформирована 01.02.1942 года в городе Серпухове Московской области. В боях участвовала в составе 9-го танкового корпуса.
О боевом пути смотри основную статью
В составе действующей армии с 16.05.1942 по 10.03.1943, с 26.03.1943 по 30.11.1943, с 16.06.1944 по 04.09.1944 и с 30.10.1944 по 09.05.1945 года.

## Полное название
95-я танковая Бобруйская ордена Ленина Краснознамённая ордена Суворова бригада

## Подчинение
| Вышестоящие воинские части 95-й танковой бригады в период Великой Отечественной войны | Вышестоящие воинские части 95-й танковой бригады в период Великой Отечественной войны | Вышестоящие воинские части 95-й танковой бригады в период Великой Отечественной войны | Вышестоящие воинские части 95-й танковой бригады в период Великой Отечественной войны | Вышестоящие воинские части 95-й танковой бригады в период Великой Отечественной войны |
| Дата                                                                                  | Фронт (округ)                                                                         | Армия                                                                                 | Корпус                                                                                |                                                                                       |
| ------------------------------------------------------------------------------------- | ------------------------------------------------------------------------------------- | ------------------------------------------------------------------------------------- | ------------------------------------------------------------------------------------- | ------------------------------------------------------------------------------------- |
| 01.03.1942 года                                                                       | Московский военный округ                                                              |                                                                                       |                                                                                       |                                                                                       |
| 01.06.1942 года                                                                       | Западный фронт                                                                        |                                                                                       | 9-й танковый корпус                                                                   |                                                                                       |
| 01.09.1942 года                                                                       | Западный фронт                                                                        | 16-я армия                                                                            | 9-й танковый корпус                                                                   |                                                                                       |
| 01.10.1942 года                                                                       | Западный фронт                                                                        |                                                                                       | 9-й танковый корпус                                                                   |                                                                                       |
| 01.03.1943 года                                                                       | Западный фронт                                                                        | 16-я армия                                                                            | 9-й танковый корпус                                                                   |                                                                                       |
| 01.04.1943 года                                                                       | Центральный фронт                                                                     |                                                                                       | 9-й танковый корпус                                                                   |                                                                                       |
| 01.11.1943 года                                                                       | Белорусский фронт                                                                     | 65-я армия                                                                            | 9-й танковый корпус                                                                   |                                                                                       |
| 01.12.1943 года                                                                       | Резерв ВГК                                                                            |                                                                                       | 9-й танковый корпус                                                                   |                                                                                       |
| 01.06.1944 года                                                                       | 1-й Белорусский фронт                                                                 |                                                                                       | 9-й танковый корпус                                                                   |                                                                                       |
| 01.10.1944 года                                                                       | Резерв ВГК                                                                            | 2-я танковая армия                                                                    | 9-й танковый корпус                                                                   |                                                                                       |
| 01.11.1944 года                                                                       | 1-й Белорусский фронт                                                                 | 2-я танковая армия                                                                    | 9-й танковый корпус                                                                   |                                                                                       |
| 01.12.1944 года                                                                       | 1-й Белорусский фронт                                                                 | 2-я гвардейская танковая армия                                                        | 9-й танковый корпус                                                                   |                                                                                       |

## Состав
- Управление бригады
- Рота управления
- Разведывательная рота
- 142-й танковый батальон
- 195-й танковый батальон
- мотострелковый батальон
- Зенитный дивизион
- Ремонтно-восстановительная рота
- Автотранспортная рота
- Медико-санитарный взвод

## Командиры
- Банников, Константин Николаевич (с 01.02.1942 по 15.03.1943), полковник
- Галушко, Иван Емельянович (с 16.03.1943 по 25.08.1943), полковник
- Кузнецов, Андрей Иванович (с 26.08.1943 по 25.08.1944), полковник
- Секунда, Наум Маркович (с 26.08.1944 по 09.05.1945), подполковник
- Филин, Иван Васильевич (с 1943 по 07.03.1945), майор, заместитель командира бригады по тылу[1]
- Пальчик, Пётр Архипович (по 09.05.1945), капитан, начальник артиллерийского снабжения[2]

## Награды и наименования
| Награда (наименование)             | Дата награждения                                                 | За что получена |
| ---------------------------------- | ---------------------------------------------------------------- | --- |
| Почётное наименование «Бобруйская» | Приказом ВГК № 0181 от 5 июля 1944 года                          | |
| Орден Ленина                       | Указом Президиума Верховного Совета СССР от 3 мая 1945 года      | За образцовое выполнение заданий командования в боях с немецкими захватчиками при овладении городом Альтдамм и проявленные при этом доблесть и мужество                                             |
| Орден Красного Знамени             | Указом Президиума Верховного Совета СССР от 27 июля 1944 года    | За образцовое выполнение заданий командования в боях с немецкими захватчиками, за овладение городом Барановичи и проявленные при этом доблесть и мужество                                           |
| Орден Суворова II степени          | Указом Президиума Верховного Совета СССР от 19 февраля 1945 года | За образцовое выполнение заданий командования в боях с немецкими захватчиками, за овладение городами: Лодзь, Кутно, Томашув (Ромашов), Гостынин, Ленчица и проявленные при этом доблесть и мужество |

## Воины бригады
- О воинах бригады в составе корпуса смотри основную статью